# Władimir Smirnow (żużlowiec)
Władimir Smirnow, ros. Владимир Смирнов (ur. 28 lutego 1946) – radziecki żużlowiec. 
Srebrny medalista młodzieżowych indywidualnych mistrzostw Związku Radzieckiego (1967). Dwukrotny brązowy medalista indywidualnych mistrzostw Związku Radzieckiego (1968, 1971). Trzykrotny medalista drużynowych mistrzostw Związku Radzieckiego: złoty (1971) oraz dwukrotnie brązowy (1967, 1968). Srebrny medalista Pucharu Związku Radzieckiego w parach (1973). Dwukrotny srebrny medalista indywidualnych mistrzostw Łotwy (1966, 1967).
Wielokrotny reprezentant ZSRR na arenie międzynarodowej. Dwukrotny medalista drużynowych mistrzostw świata: srebrny (Wrocław 1971) oraz brązowy (Rybnik 1969). Uczestnik eliminacji indywidualnych mistrzostw świata (najlepszy wynik: Wrocław 1968 – XII miejsce w finale europejskim, wówczas ostatniej kontynentalnej eliminacji do finału światowego).